# Ugolino da Neviano
Ugolino da Neviano, o da Niviano (Parma, ante 1322 – Parma, post 1362) è stato un filantropo italiano.

## Biografia
Figlio di maestro Giovanni da Neviano, abitò a Parma nella vicinanza di Santa Cecilia (l'attuale Oltretorrente). Nel suo testamento, fatto il 10 giugno 1322 nel convento degli Eremitani, volle che le case da lui possedute nella vicinia di Santa Cecilia a Capo di Ponte divenissero un ospedale per gli indigenti: "...pro pauperibus in dicta hospitalitate tenendis et manutendis perpetuo lego, judico et statuo."
L'ospedale e i suoi beni sarebbero stati amministrati dai Podestà dei Quattro Mestieri (beccai, ovvero i macellai, i calzolai, i fabbri ferrai ed i pellicciai) e a dieci uomini tra i migliori di ciascun mestiere. Stabilì anche che si eleggesse a Rettore del nuovo ospedale solo chi avesse compiuto i trent'anni di età, non avesse moglie né figli né nipoti, e che sia il Rettore che gli altri amministratori dipendessero dal vescovo, o in sua assenza dal vicario del vescovo. Volle inoltre che sei mesi dopo la sua morte si mettessero otto letti a disposizione dei poveri e che l'ospedale fosse chiamato di Maria Vergine o di Ugolino da Neviano. L'unica eccezione furono 325 lire imperiali, che lasciò a sua figlia Giacobina.
L'ospedale fu eretto di fronte all'oratorio di San Bernardino e fu inizialmente chiamato di San Giacomo. In seguito diventò noto come "Ospedale degli incurabili" e poi "Ospedale Ugolino da Neviano". La sua collocazione è nel frattempo cambiata: per volontà di Maria Luigia dall'Ottocento si trova infatti nelle immediate vicinanze della chiesa di Santa Maria del Quartiere.